# Hans Huwer

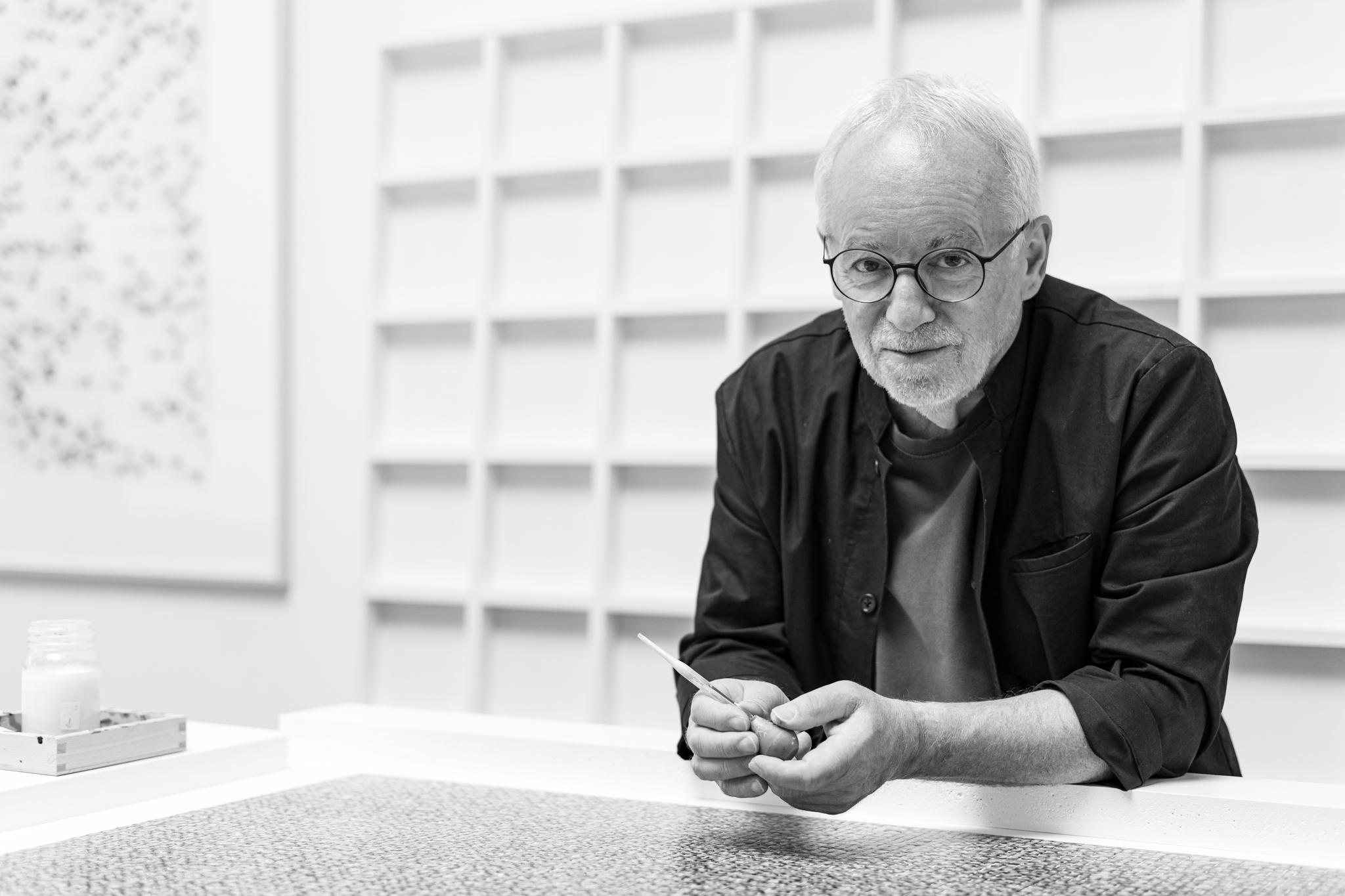
Hans Huwer in seinem Atelier 2021

Hans Huwer (* 29. Mai 1953 in Oberthal/Saar) ist ein deutscher Bildender Künstler, Maler und Grafiker.

## Leben und Werk
Hans Huwer wurde als zweites von fünf Kindern des Bergmanns Herbert Huwer und seiner Ehefrau Maria (geb. Schmidt) im saarländischen Oberthal geboren. Nach einer Lehre zum Buchdrucker in den Jahren 1968 bis 1971, studierte er von 1972 bis 1976 an der Fachhochschule des Saarlandes in Saarbrücken, Fachbereich Design bei den Professoren Oskar Holweck (Grundlehre) und Robert Sessler (Grafik). Seit 1983 ist er als freischaffender Künstler tätig. Hans Huwer lebt und arbeitet in Spiesen-Elversberg.
Die in der Ausbildung vermittelten Grundlagen grafischer Gestaltung und systematischer Bildorganisation prägen sein künstlerisches Schaffen. Ausgangspunkt der malerischen und zeichnerischen Aktionen ist stets ein eigenhändig in den Karton geschnittenes Raster orthogonaler Linien. Die scharfen Grate bieten den mittels Pipette in einer festgelegten Reihenfolge aufgetropften Farb- und Tuschelösungen sowie in anderen Beispielen den sich mehrfach überlagernden Kreideschraffuren nicht exakt berechenbare Reaktionsmöglichkeiten.

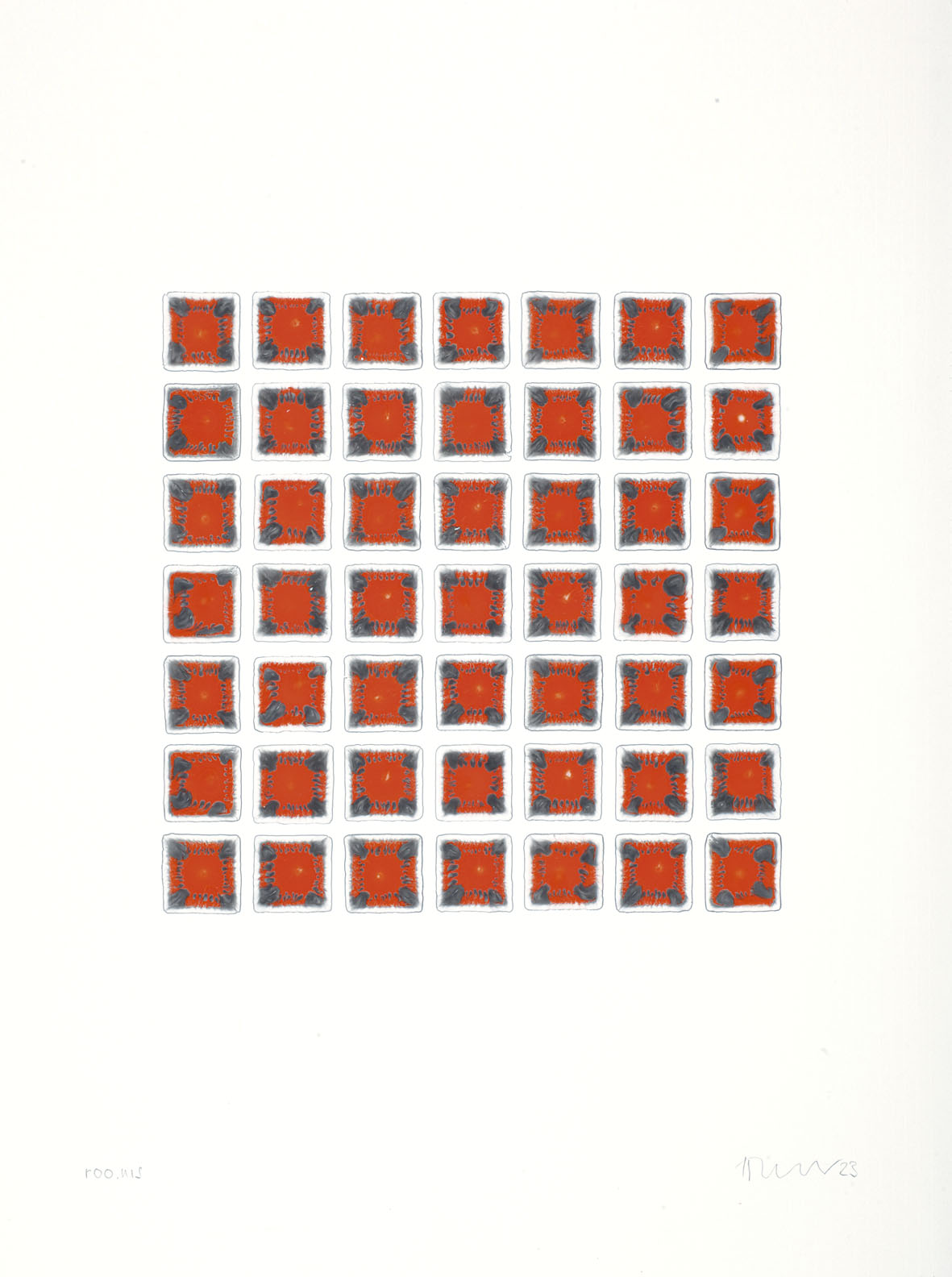
„roo.ms“, 2023, Schnittlinien und Acryl auf Karton, 80 × 60 cm

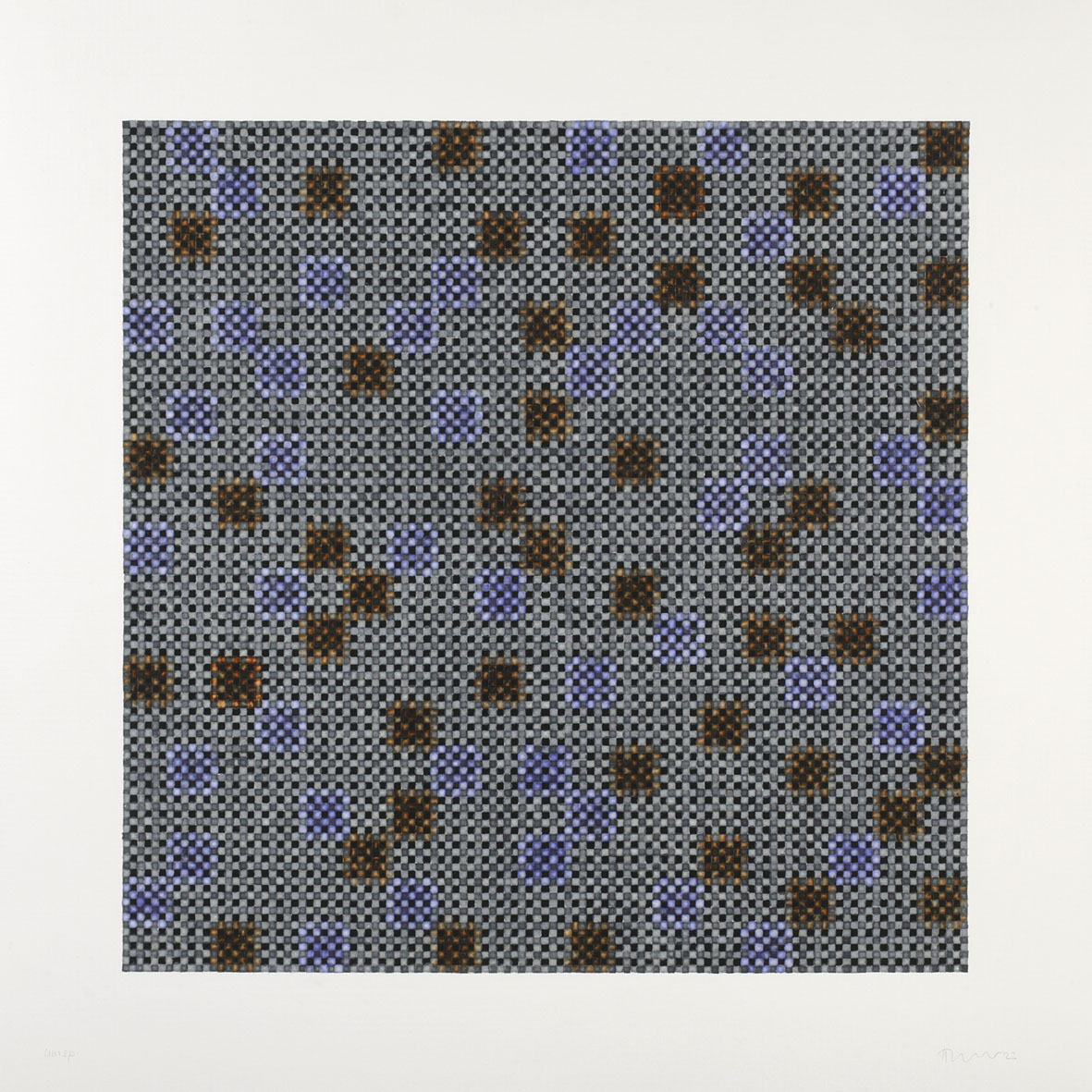
„umsp“, 2023, Schnittlinien und Acryl auf Karton, 120 × 120 cm

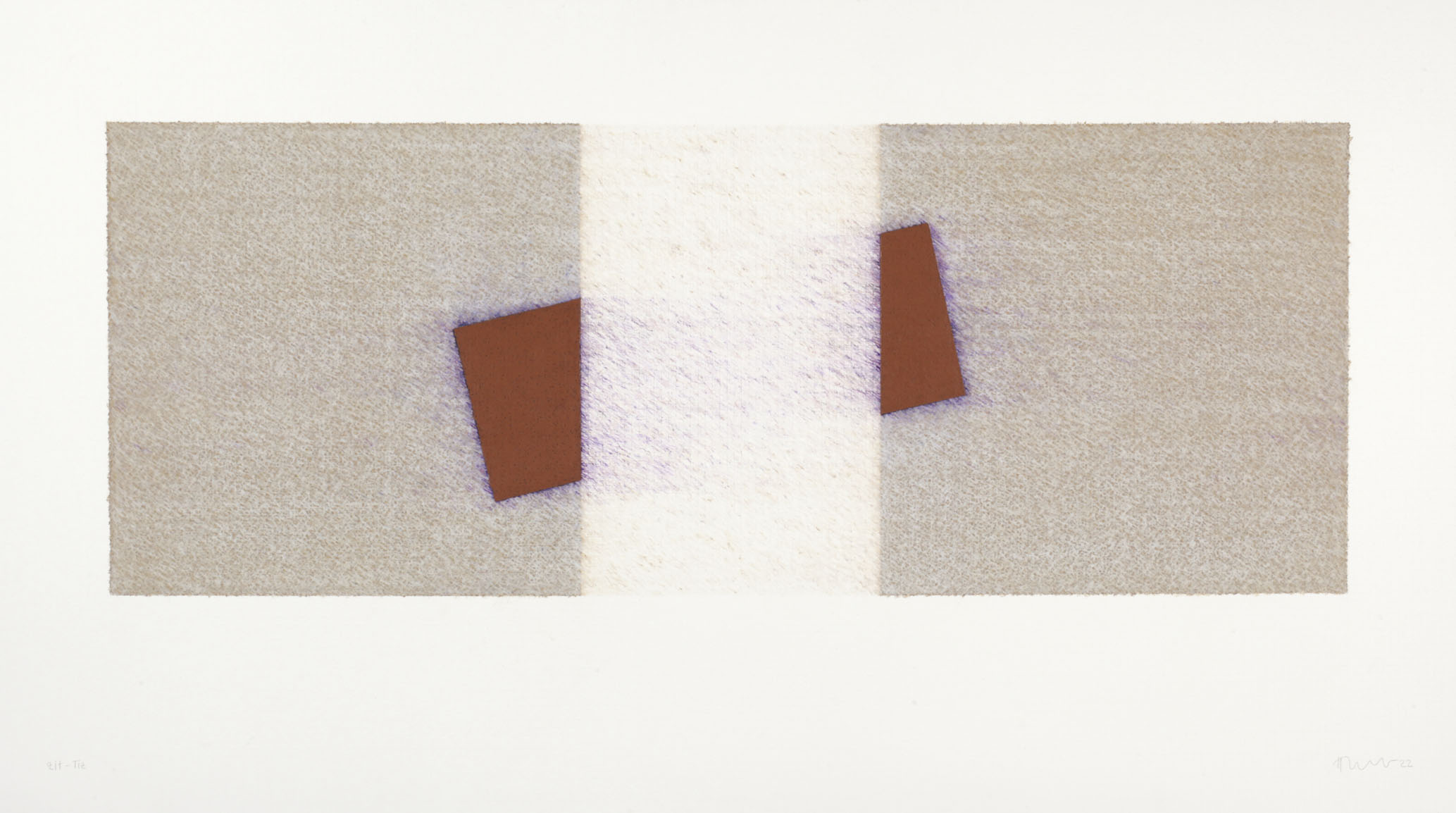
„zit-Tiz“, 2022, Schnittlinien und Kreide auf Karton, 90 × 160 cm

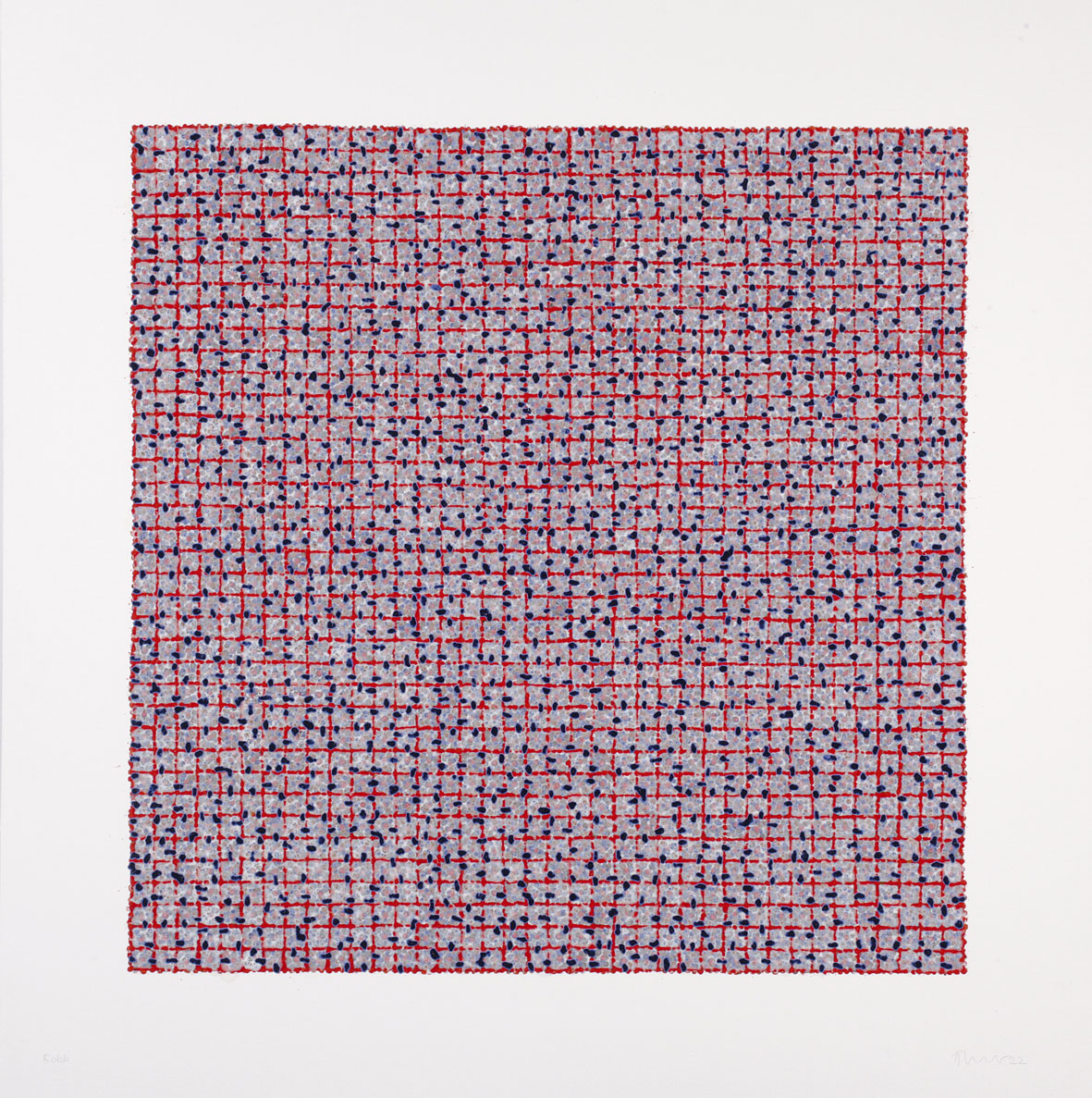
„Robb“, 2022, Schnittlinien und Acryl auf Karton, 120 × 120 cm

Unter Laborbedingungen stellt Huwer täglich im kleinen Format Versuchsreihen her, in denen er die Interaktion der verwendeten Materialien in unterschiedlicher Konsistenz und Variation erforscht. Durch detaillierte Dokumentation der Arbeitsschritte und Materialkombinationen entsteht ein Archiv an Vorlagen, auf das der Künstler bei späteren Werkkompositionen zurückgreift. Diese kleinformatigen Arbeiten hat Huwer unter dem Titel „Kosmos, Bd.1“ 2018 als Publikation herausgegeben. Das Buch enthält die ersten 540 Arbeiten aus den Jahren 2004–2017.
Bei der Bildkonzeption setzt Huwer den Zufall bewusst als Gestaltungsfaktor ein. Durch Losen, Würfeln oder computergenerierte Zufallszahlen bestimmt er die Stellen im Raster, an denen er bestimmte Farben aufträgt. Dadurch bringt er in seinen streng kalkulierten Arbeitsabläufen immer wieder neue und überraschende Farbereignisse hervor.

## Auszeichnungen und Ehrungen
- 1995: Stipendium des Saarlandes im Künstlerhaus Schloss Wiepersdorf
- 2006: Sickingen Kunstpreis für Malerei, Landkreis Kaiserslautern[1]

## Arbeiten in öffentlichen Sammlungen
- Kunstsammlung des Saarländischen Landtages, Saarbrücken
- Deutsche Werkstätten Hellerau, Dresden
- Museum Pfalzgalerie Kaiserslautern
- Foundation Vera Röhm, Lausanne, Schweiz
- Deutsche Bundesbank, Filialen in Mainz und Saarbrücken
- Ministerium für Bildung und Kultur des Saarlandes, Saarbrücken
- Landkreis Neunkirchen, Dienstgebäude VII
- Sammlung der Holding Johannes Pichler, Klagenfurt, Österreich

## Arbeiten im öffentlichen Raum
- Bahnhofsvorplatz, Neunkirchen
- Landtag des Saarlandes, Saarbrücken
- Universität des Saarlandes, Gebäude C6 3, Saarbrücken
- Maria-Grünewald-Schule, Wittlich

## Ausstellungen

### Einzelausstellungen (Auswahl)
- 2025 "Kosmos – Arbeiten 2005 bis 2024", Institut für aktuelle Kunst im Saarland, Saarlouis
- 2018 „Exakt ungleich“, Kunstverein „Das Damianstor“ Bruchsal e. V., Bruchsal
- 2017 „Kalkül und Freiheit“, Kunstverein Dillingen im Alten Schloss, Dillingen
- 2016 „Kontexte“,  Uni-Galerie KleppArt, Paderborn
- 2013 Bruno-Paul-Haus, Gebäudeensemble Deutsche Werkstätten Hellerau, Dresden
- 2010 „Konterkariert“, Saarländisches Künstlerhaus, Saarbrücken
- 2008 „Orthogonal“, Deutsche Werkstätten Hellerau, Dresden
- 2003 „Schnittstellen“, Städtische Galerie Neunkirchen
- 1999 Goethe-Institut Vízivárosi Galéria, Budapest, Ungarn
- 1994 Galerie Friege, Remscheid
- 1992 Landesmuseum Et cetera Galerie, Mainz
- 1992 Galerie Walzinger, Saarlouis
- 1991 Pfalzgalerie, Kaiserslautern

### Ausstellungsbeteiligungen (Auswahl)
- 2025 Finalisten-Ausstellung zum Perron-Kunstpreis, Kunsthaus Frankenthal, Frankenthal
- 2023 „Jamboree“ Saarländisches Künstlerhaus (Kat.), Saarbrücken
- 2020 „Letzte Lockerungen“ Saarländisches Künstlerhaus (Kat.), Saarbrücken
- 2019 „Marking Time 25 Jahre Werkstättengalerie“, Deutsche Werkstätten Hellerau, Dresden
- 2017 „SaarArt11“, Saarländisches Künstlerhaus, Saarbrücken
- 2015 „Die Sammlung Klütsch“, Museum Haus Ludwig für Kunstausstellungen Saarlouis
- 2014 Vordemberge-Gildewart-Haus, Osnabrück
- 2011 „Hommage an eine Gründergeneration“ Institut für Neue Technische Form, Darmstadt
- 2009 „Die Kunst geht in die Stadt“, Grafikaktion, Erfurt
- 2008 Galerie Op der Ka, Capellen, Luxemburg
- 2006 Sickingen-Kunstpreis, Museum im Westrich, Ramstein
- 2006 20 Jahre Werkstattgalerie Friege, Städtische Galerie, Remscheid
- 2005 Deutsche Werkstätten Hellerau, Dresden
- 2004 „Kunstszene Saar 2004 - Im Augenblick“, Saarlandmuseum, Saarbrücken
- 2002 „Trans-Form 3“, Galerie in C, Köln
- 2001 „Trans-Form 2“, Deutsche Werkstätten Hellerau, Dresden
- 2000 ”Kunstszene Saar – Visionen 2000”, Saarlandmuseum, Saarbrücken